# Gudbrandsdalslågen
A Gudbrandsdalslågen vagy röviden Lågen folyó Norvégiában, amely átszeli az oppland megyei Gudbrandsdal völgyet. 
A Lesjaskogsvatnet tóból ered Lesja községben és 204 kilométeres utat megtéve Lillehammernál a Mjøsa tóba ömlik. 
A Lesjaskogsvatnet tavat délkeleti részén, Lestjaverk falunál hagyja el (az északkeleti oldalon, Lesjaskog falunál a Rauma-folyó ered). 
Nyugati mellékfolyói: a Gausdal völgyet átszelő Gausa, a Vinstra (Vinstradal völgy), az Otta (Ottadal) és a Sjoa (Heidal). a keleti mellékfolyók - a Jora, Ula, Frya, Tromsa és Mesna - rövidebbek és a Rondane Nemzeti Park meredélyeiről, a magasból rohannak a Lågen felé.
Maga a Lågen viszonylag lassú, Sel község zúgóinál viszont felgyorsul. Ringebu és Øyer községek közt kiszélesedik, létrehozva a Losna-tót. 
A Lågen a Mjøsába ömlő legnagyobb folyó. Vize a Vorma folyón keresztül hagyja el a tavat, amely Nesnél a Glomma folyóba ömlik. A keleti völgyek vizeit összegyűjtő Lågen rendesen a Glommánál később tetőzik, mivel főleg magaslatok és gleccserek vizét gyűjti. Amikor nagy ritkán mégis egyszerre tetőznek, Nes környékét áradás söpörheti végig. 1789. július 20. és 23 közt egy ilyen együttes tetőzés nagy károkat és 68 ember halálát okozó árvízhez vezetett.